# Crocidura bottegi
Crocidura bottegi là một loài động vật có vú trong họ Chuột chù, bộ Soricomorpha. Loài này được Thomas mô tả năm 1898.

## Hình ảnh

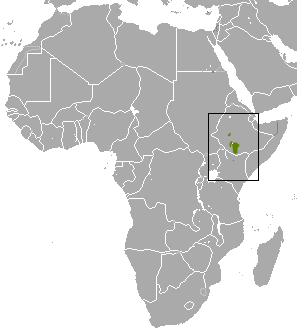